# Sankt Georgegambiet
Het Sankt Georgegambiet is in de opening van een schaakpartij een variant in de Franse opening met de volgende beginzetten: 1.e4 e6 2.d4 a6 3.c4 b5
Eco-code B 00.